# فرودگاه اباو
فرودگاه اباو (به انگلیسی: Abau Airport) یک فرودگاه باربری با کد یاتا ABW است . این فرودگاه در کشور پاپوآ گینه نو قرار دارد و در ارتفاع ۳ متری از سطح دریا واقع شده‌است.